# Devastation
Devastation — компьютерная игра, вышедшая на Windows и Linux в 2003 году.

## Сюжет
Действие происходит в 2075 году. Правительство тщательно контролирует народ, всячески прижимая его. То и дело вспыхивают восстания, с участниками которых правительство беспощадно расправляется. Работник корпорации «Доктор Гратиус» Бакстер раскрывает важный государственный секрет, после чего его убивают. Перед смертью Бакстер записал данные на диск, и велел Еве, работнице компании «Доктор Гратиус», передать эти данные своему другу-революционеру Флинну, что Ева и сделала. Флинн отправляется в компанию, чтобы раскрыть тайну правительства.

## Оценки
| Сводный рейтинг | Сводный рейтинг |
| Агрегатор       | Оценка          |
| --------------- | --------------- |
| GameRankings    | 64,17 %         |